# جراحی چشم
جراحی چشم به جراحی گفته می‌شود که معمولاً توسط یک چشم‌پزشک بر چشم و زائده‌های آن انجام می‌شود. چشم عضوی بسیار حساس است و برای به حداقل رساندن یا جلوگیری از آسیب بیشتر، پیش، حین و پس از عمل جراحی نیاز به مراقبت شدید دارد. جراح چشم متخصص مسئول انتخاب روش جراحی مناسب برای بیمار و انجام اقدامات احتیاطی لازم است. نخستین اشاره‌ها به جراحی چشم در متون تاریخی در سده ۱۸ پیش از میلاد یافت می‌شوند و از جراحی آب‌مروارید نیز برای نخستین بار در سده ۵ پیش از میلاد یاد شده‌است. امروزه جراحی چشم به‌طور گسترده انجام می‌شود و روش‌های مختلفی برای درمان اختلالات چشمی ایجاد شده‌است.
در ایران فلوشیپ جراحی پلاستیک و ترمیمی چشم به این رشته می‌پردازد.